# 부산공업대학교
부산공업대학교(釜山工業大學校, Pusan National University of Technology)는 1996년까지 대한민국 부산광역시 남구에 위치했던 국립대학이다.  
공업계열 전문학교와 전문대학을 거쳐, 개방대학과 산업대학 직제를 거쳐 1993년 일반종합대학으로 개편된 바 있다. 
1996년, 부산수산대학교와 통합하여 국립부경대학교가 되었다. 
현재 대연(못골)캠퍼스(남구 대연6동 1268번지)부지는 부산 남구청사 일대, 용당캠퍼스는 국립부경대학교 용당캠퍼스로 사용되고 있다.

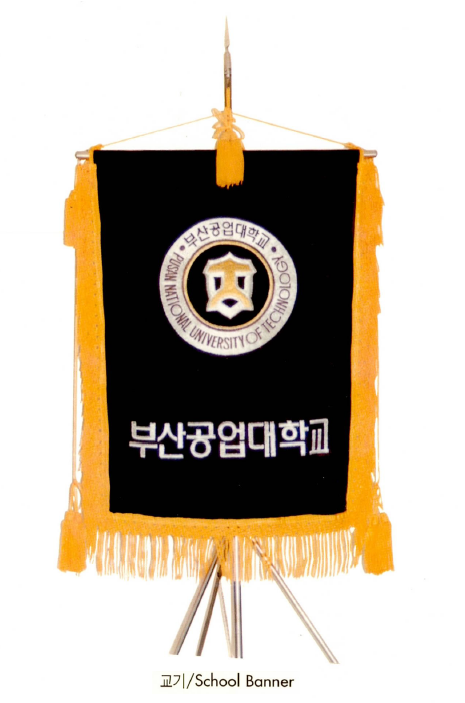

### 연혁
- 1924년 5월 5일: 부산공립공업보습학교 설립
- 1933년 6월 8일: 부산공립직업학교로 개편
- 1940년 5월 4일: 부산공립공업학교병설직업학교로 개편
- 1946년 9월 1일: 부산공립공업중학교로 개편
- 1951년 8월 31일: 부산공업고등학교로 개편
- 1963년 3월 11일: 부산공업고등전문학교로 개편
- 1971년 12월 1일: 국립 교육 기관으로 변경
- 1973년 9월 29일: 국립부산공업전문학교로 개편
- 1979년 1월 1일: 부산공업전문대학으로 개편
- 1983년 12월 7일: 부산개방대학으로 승격
- 1988년 5월 4일: 부산공업대학으로 교명 변경
- 1993년 2월 24일: 부산공업대학교로 승격
- 1996년 : 부경대학교(PUKYONG NATIONAL UNIVERSITY)  출범.

### 개설학과(1996년)[1]

#### 제1 공학부
- 건축공학과
- 기계공학과
- 전기공학과
- 토목공학과
- 전자공학과
- 금형공학과
- 산업공학과
- 전자계산학과
- 기계설계학과
- 제어계측공학과
- 차량공학과

#### 제2 공학부
- 화학공학과
- 금속공학과
- 인쇄공학과
- 산업안전공학과
- 도장공학과
- 재료공학과
- 고분자공학과
- 생산가공공학과
- 사진공학과
- 식품공학과

#### 인문사회 과학부
- 경영학과
- 산업디자인학과
- 산업경제학과
- 영어과
- 무역학과
- 산업법률학과
- 일어과
- 의상디자인학과
- 행정학과

#### 교양과정부
- 인문사회학과
- 자연과학과

### 캠퍼스
용당캠퍼스 : 부산광역시 남구 신선로365, 현재 국립부경대학교 용당캠퍼스.
대연(못골)캠퍼스 : 부산광역시 남구 대연6동 1268, 현재 남구청사 일대.

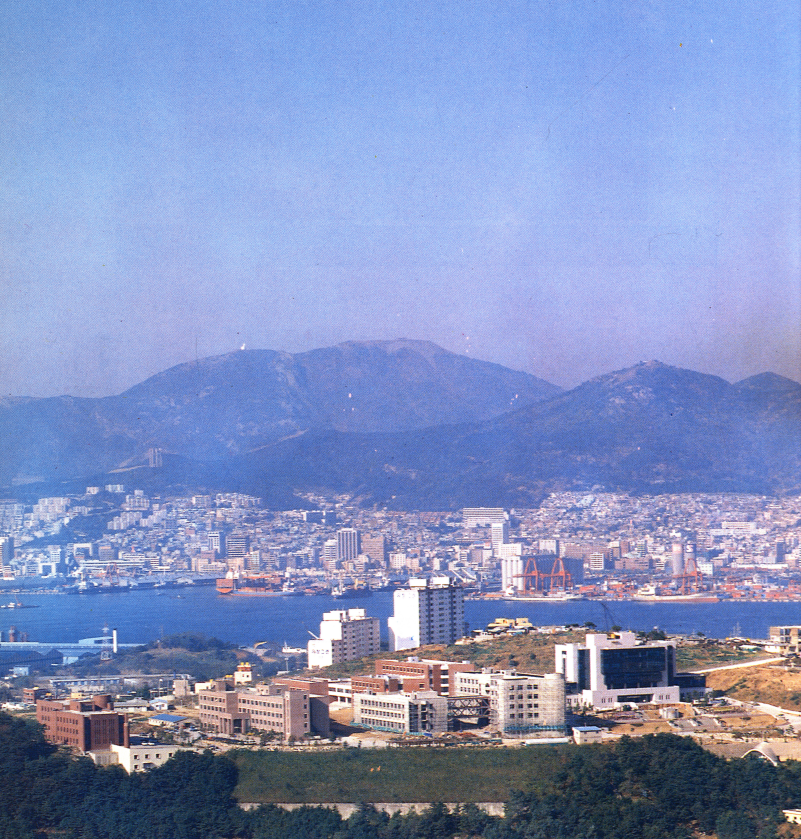
용당캠퍼스 전경

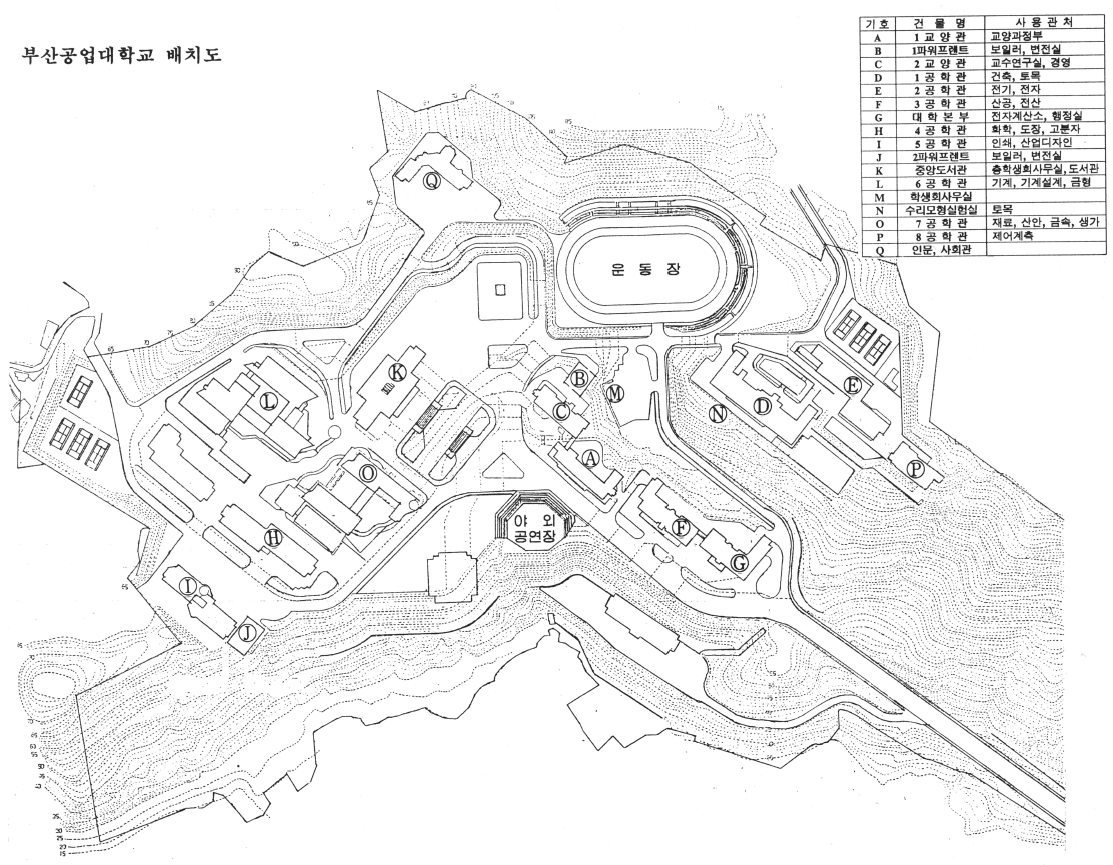
용당캠퍼스 배치도

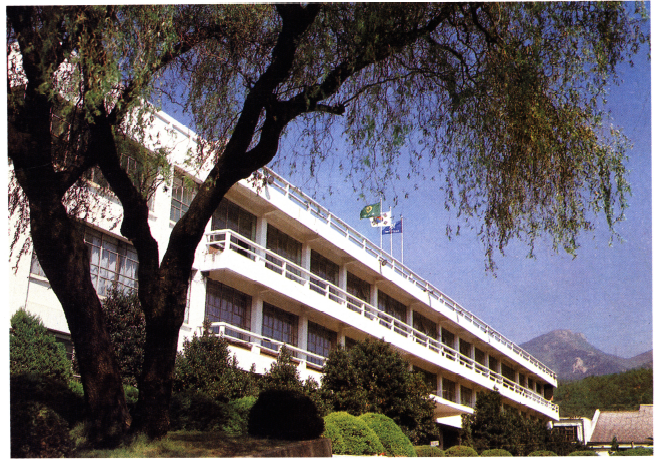
대연(못골)캠퍼스

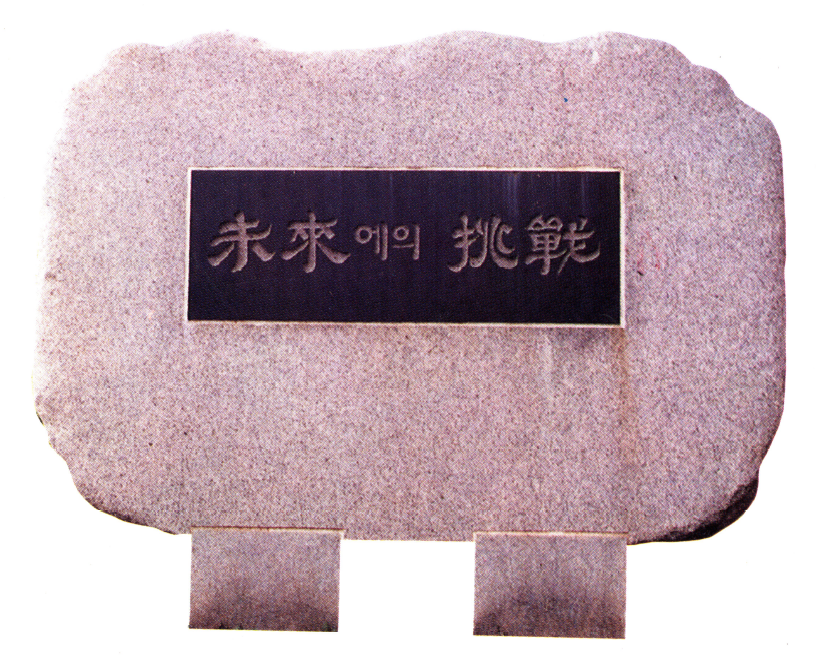
미래에의 도전

## 같이 보기
- 국립부경대학교

1. ↑  부산공업대학교. 《부산공업대학교70년사》.